# Klejnot (telewizor)
Klejnot – wariant telewizora Szmaragd 902 z kineskopem 21 cali, typu AW 53-80. Ponadto skrzynia telewizora pozwala na eksploatację w formie wolno stojącej (własne nóżki) oraz na stoliku.
Produkowany był przez Warszawskie Zakłady Telewizyjne.